# Дворцовая площадь (Петергоф)
Дворцо́вая площадь — площадь, расположенная в Новом Петергофе перед Церковным (восточным) флигелем Большого Петергофского дворца. С севера ограничена территорией Нижнего парка, с юга — угловым Кавалерским домом и Фрейлинскими домами (Фрейлинскими палатками).

## История
Относительно просторный участок на этом месте существовал ещё в 1720-е годы, как это видно по плану 1722 года, но как площадь она стала числиться лишь со второй четверти XIX столетия, незадолго до того как разросшиеся Фонтанные слободы при Николае I приобрели статус уездного города Петергофа. Первое название площади было Церковная в честь выходящего на неё Церковного флигеля Большого дворца (1747—1751 годы, архитектор Франческо Бартоломео Растрелли), включавшего дворцовую церковь Петра и Павла. Однако с 1838 года площадь (очевидно потому, что выходящий на неё Церковный флигель прежде всего относился к Большому Дворцу) получила название Дворцовая, сохранившееся до 1920-х годов.
Свои очертания площадь приобрела ещё при Петре I с разбивкой Верхнего сада и возведением комплекса слободских зданий к югу. В 1730-х годах на месте прежних слободских построек к югу от площади по проекту Михаила Земцова были возведены угловой Кавалерский дом и два Фрейлинских дома, входящие в ансамбль простиравшегося до нынешнего Дома дворцового правления на Правленской улице просторного Кавалерского двора. С расширением Большого дворца и появлением дошедшего до наших дней вышеупомянутого Церковного флигеля (1747—1751 годы) площадь была замощена и благоустроена. С этого времени она воспринимается непосредственно как парадная, придворцовая.
В 1799—1801 годах выходящий на тогда ещё безымянную площадь угловой Кавалерский дом был перестроен в камне по проекту Ф. Броуэра в стиле классицизма. В середине XIX столетия по проекту Николая Бенуа два деревянных Фрейлинских дома были перестроены в камне в стиле необарокко по типу Большого дворца. Однако, несмотря на выдающийся талант зодчего-стилизатора (архитектурный стиль той поры — эклектизм — также носил название стилизаторство) декор Фрейлинских домов вышел чрезмерно измельчённым и суховатым, что, впрочем, объясняется особенностью господствующего в то время архитектурного направления — эклектизма.
Кроме Фрейлинских домов Бенуа предлагал перестроить в стиле дворца и выполненный Броуэром в классическом стиле угловой Кавалерский дом, диссонировавший, по его мнению, с общим ансамблем площади. Однако проект не был исполнен.
В таком виде, с середины XIX столетия, архитектурный ансамбль площади сохранился до наших дней.
В 1920-х годах площадь переименовали в Советскую. В 1993 году ей вернули прежнее название. Превращение петергофских дворцов и парков из царской резиденции в музеи внесло свои поправки в облик площади. Она стала восприниматься не как придворцовая, а как близлежащая к Верхнему саду, Нижнему парку, Фрейлинским домам (музей семьи Николая Бенуа), угловому Кавалерскому дому (Музею велосипедов) и другим отныне общедоступным достопримечательностями.